# آبویتیز پاور
آبویتیز پاور (انگلیسی: Aboitiz Power) شرکت برق فیلیپینی است، که در سال ۱۹۹۸ تأسیس شد.